# کانال فک پایین

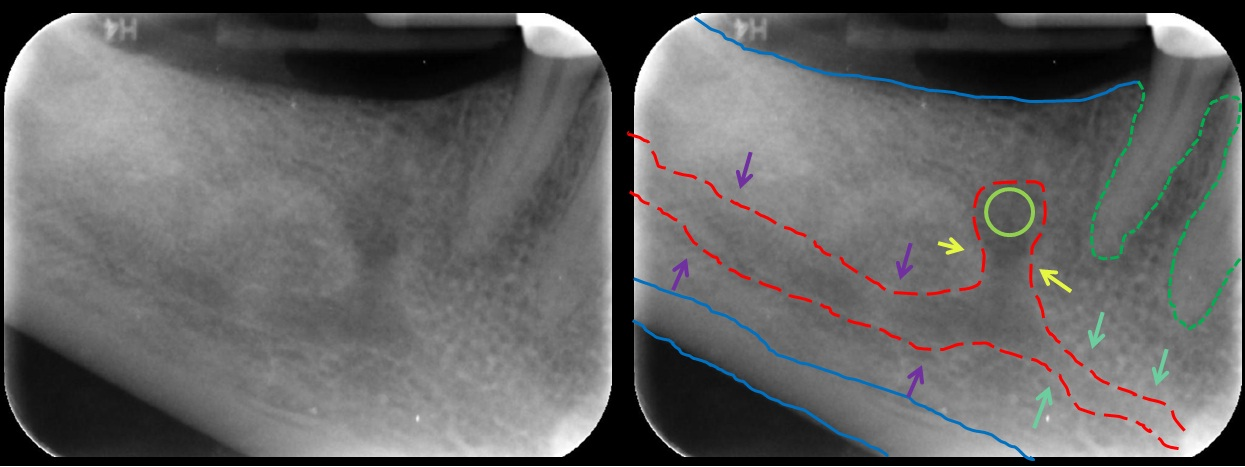
کانال شکاف فک پایین (که در اینجا با فلش‌های سبز مرجانی نشان داده شده‌است) از کانال فک پایین (سمت راست) از کانال فک پایین (فلش‌های بنفش) پس از foramen ذهنی (دایره سبز روشن) ادامه می‌یابد.

کانال فک پایین (به انگلیسی: Mandibular canal) در آناتومی انسان، یک کانال عبور در داخل فک پایین است که شامل عصب آلوئولار تحتانی، شریان آلوئول تحتانی و ورید آلوئولار تحتانی است؛ که به صورت مورب به سمت پایین و رو به جلو در فک پایین امتداد دارد و سپس به صورت افقی در فک پایین، جایی که در زیر آرک‌ها قرار می‌گیرد به شکل کلی در قسمت افقی فک پایین در زیر ریشه‌های دندانی قرار دارد.
با ریشه دندان‌های برش دهنده، متصل می‌شوند تا با منتال فورامن ارتباط برقرار کند و کانال کوچکی به نام کانال لرزه مند فک پایین را پایان می‌دهد، که به حفره‌های حاوی دندان‌های پیش می‌رسد.

## تغییرات
در ۵۰٪ از رادیوگرافی‌ها کانال فک پایین تقریباً نزدیک به اپل‌های مولر دوم است. در ۴۰٪، کانال از ساختار ریشه فاصله دارد و تنها در ۱۰٪ از رادیوگرافیها، ظاهراً ساختار ریشه در کانال نفوذ می‌کند. در درمان ریشه دندان مولر دوم باید نسبت به گسترش ریمر یا مواد پر کننده کانال ریشه احتیاط کرد زیرا احتمال آسیب عصبی آلوئولار تحتانی وجود دارد.

## تصاویر بیشتر

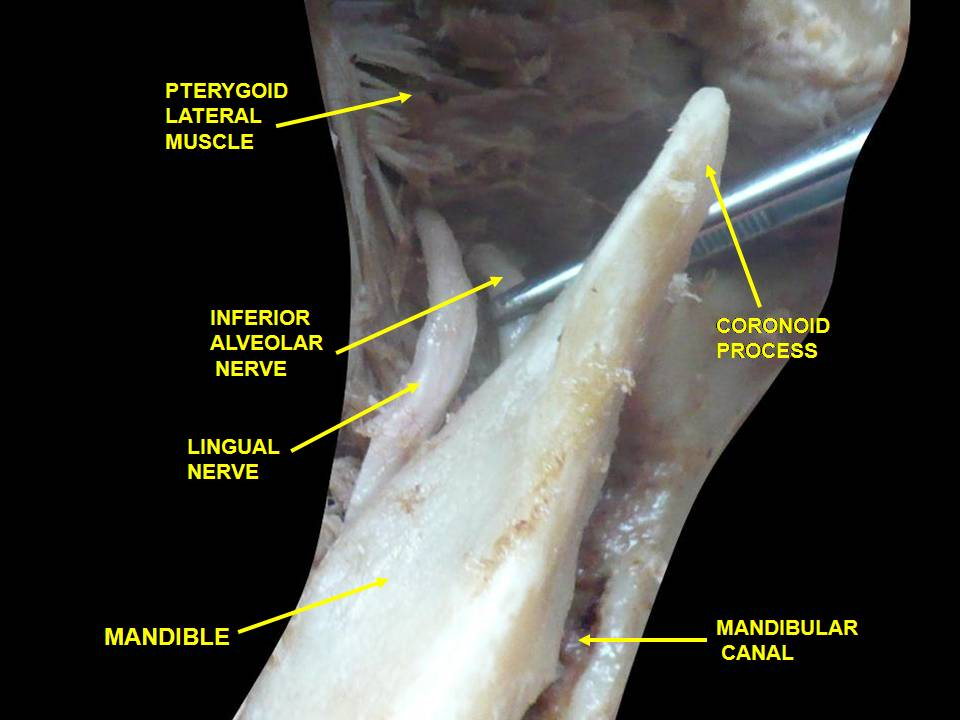
عصب و استخوان فک پایین. برش عمیق نمای قدامی.
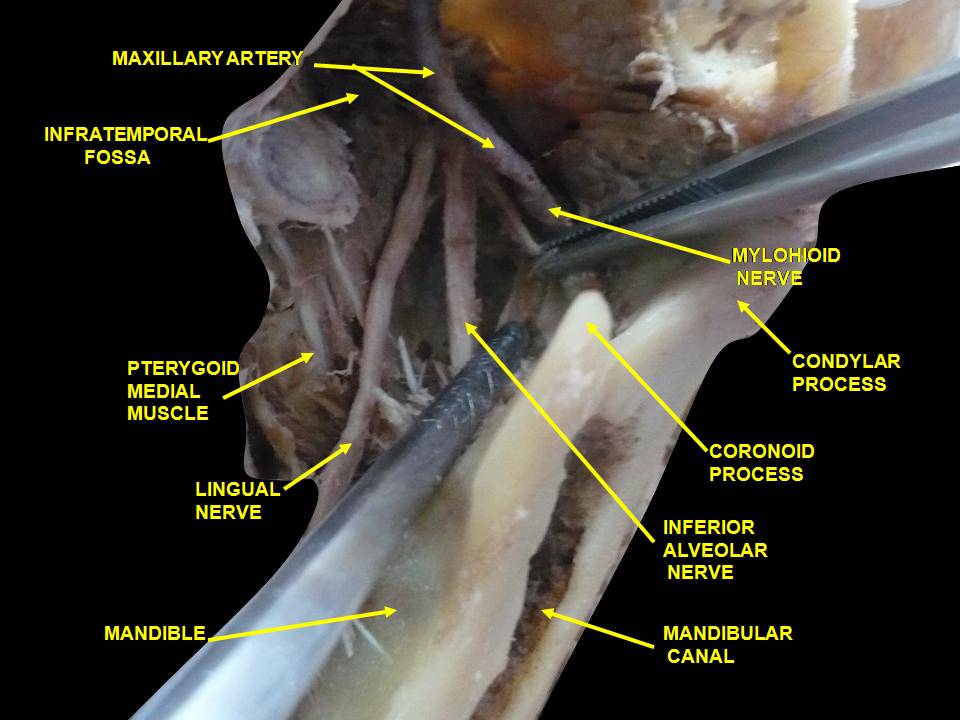
عصب آلوئولار زبانی و تحتانی. برش عمیق